# NGC 1217
NGC 1217 (również PGC 11641) – galaktyka spiralna (Sa), znajdująca się w gwiazdozbiorze Pieca. Odkrył ją John Herschel 23 października 1835 roku. Jest to galaktyka z aktywnym jądrem typu LINER.
Towarzyszy jej mniejsza galaktyka PGC 11642, zwana czasem NGC 1217-2, prawdopodobnie oddziałują one ze sobą grawitacyjnie.